# Sebastiano Santi
Sebastiano Santi (Venezia, 6 agosto 1789 – Venezia, 18 aprile 1865) è stato un pittore italiano, specializzato nella tecnica dell'affresco.
Fu uno dei più prolifici artisti del suo tempo, capace di padroneggiare le più svariate tecniche pittoriche (olio, tempera, affresco) per produrre sia lavori in piccola scala che opere monumentali.

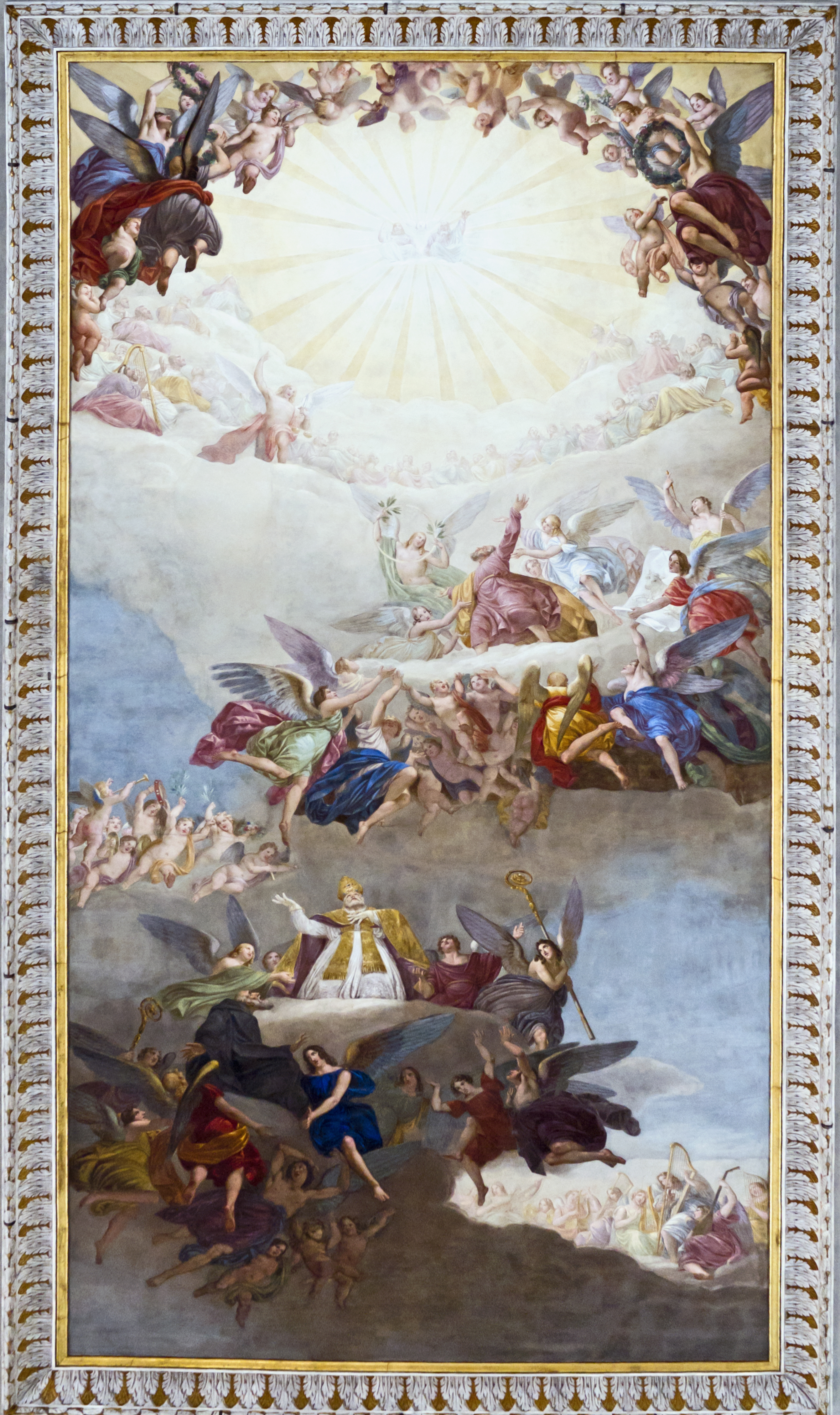
Soffitto della chiesa di San Luca

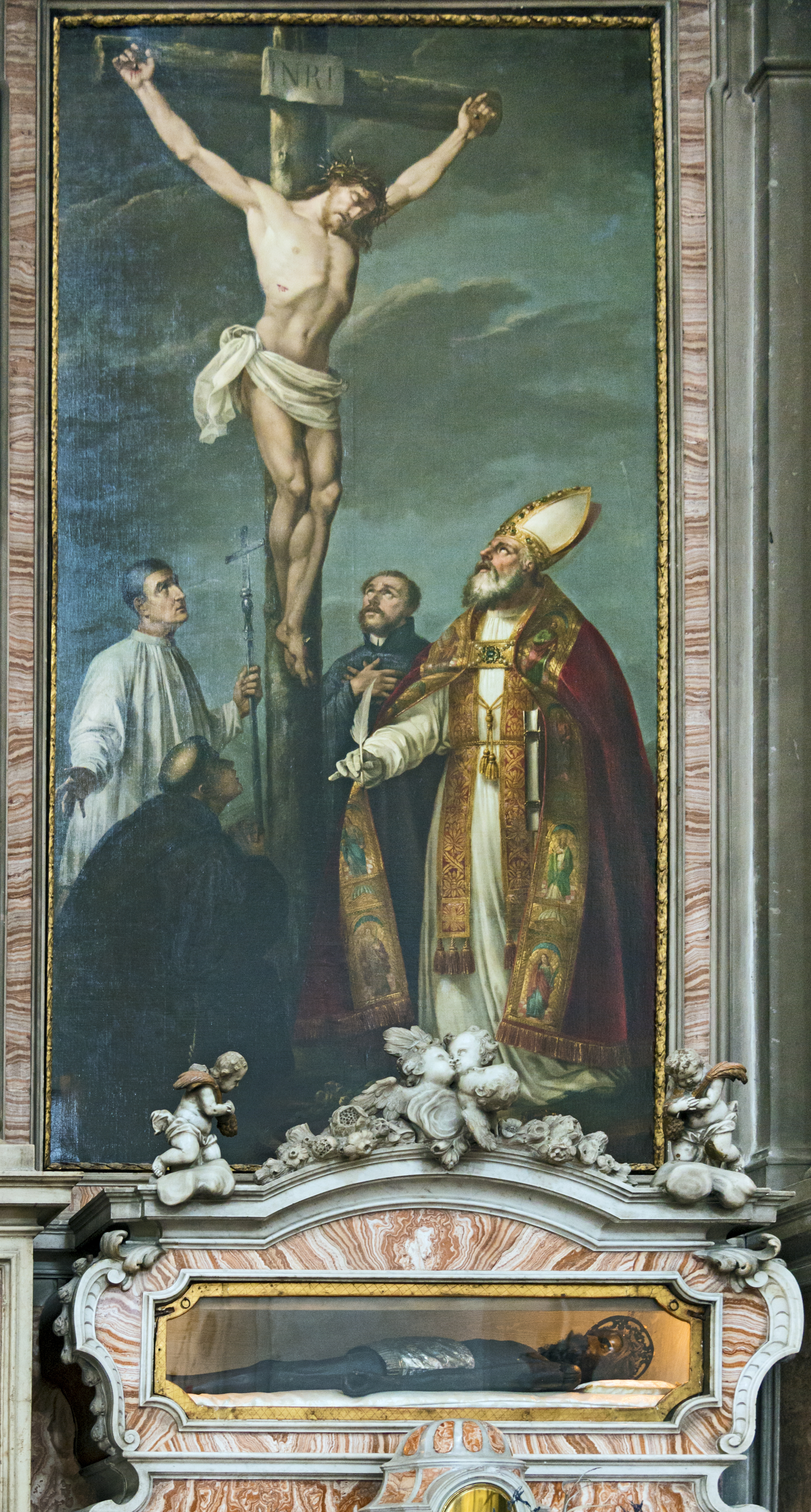
Cristo crocifisso chiesa di San Geremia

## Biografia

### Formazione
Nacque a Venezia in una famiglia originaria di Murano. Il padre Marco era gioielliere e lui stesso fu avviato a questa professione, che abbandonò del tutto nel 1826 per dedicarsi completamente alla pittura.
Sin da bambino si dimostrò portato al disegno ed ebbe i primi rudimenti dall'incisore Francesco Pedro. Ma la sua formazione si deve principalmente ai tirocini presso Francesco Maggiotto e Lattanzio Querena, due artisti che, pur ancora legati alla tradizione settecentesca, partecipavano appieno al neoclassicismo. Suoi compagni di studi furono, tra gli altri, Odorico Politi, Giovanni Demin e Francesco Hayez. Frattanto frequentava i gessi della collezione Farsetti, da cui apprese gli antichi canoni estetici. Concluse i suoi studi all'Accademia dove, tra il 1806 e il 1811, frequentò la scuola di nudo, il corso di pittura di Teodoro Matteini e le lezioni di prospettiva.
Cominciò a farsi conoscere verso i vent'anni, quando presentò due quadri storici raffiguranti Il ferimento della regina Zenobia e La morte di Nerone (perduti).

### Pittore teatrale
Per dovere cronologico, i primi lavori da citare sono quelli riguardanti l'interno dei teatri, dove lavorò sia alla decorazione degli interni, sia come figurista per i sipari.
Accanto a Francesco Bagnara, fu attivo all'Accademico di Bassano del Grappa (1811), al Sociale di Badia Polesine (1814), al San Benedetto di Venezia (1833), al Sociale di Belluno (1835), al Filarmonico (1838) e al Nuovo (1846) di Verona, all'Accademico di Castelfranco Veneto. Con Tranquillo Orsi e Francesco Hayez lavorò al Sociale di Mantova (1822), al Sociale di Este (1835) e alla Fenice di Venezia (1836-37). Collaborò con Giuseppe Borsato al Sociale di Udine (1824) e all'Apollo di Venezia (1833-34).
A questi interventi vanno aggiunte le chiamate a Feltre (1844) all'Eritenio di Vicenza (1847-49), a Rovigo (1851) e a Ravenna (1852).

### Frescante
Le sue opere migliori furono però gli affreschi. Particolarmente importanti le opere profane per la committenza privata, spesso in concomitanza con altri colleghi come, oltre ai già citati Bagnara, Borsato, Demin e Orsi, Giovanni Carlo Bevilacqua, Pietro Moro, Giovanni Picutti e Tommaso Viola. I temi ricorrenti erano quelli ispirati ai miti e all'epica dei classici.
Tra i lavori più importanti in terraferma, si citano a Bassano quelli nei palazzi Cortellotti-Remondini, Remondini, Baggio-Compostella e Regona; a Padova quelli in palazzo Duse Masin; a Vicenza, quelli nei palazzi Capra-Querini e Franceschini-Folco; a Udine in palazzo Florio; a Rovigo in palazzo Camerini.
A Venezia, lo impegnò particolarmente il palazzo Reale (ovvero le Procuratie), dove decorò la sala da pranzo (1824-25) e il Trionfo di Nettuno sul soffitto dello scalone (1838). Altri interventi si trovano nei palazzi Barbarigo della Terrazza,  Giovanelli a Santa Fosca, Grimani a San Polo, Manin a Rialto, Marcello-Pindemonte-Papadopoli a Santa Marina, Morosini a San Giovanni Laterano, Nani a Cannaregio, Nani a San Trovaso, Persico a San Tomà, Pisani-Gritti a Santa Maria del Giglio, Treves de Bonfili, Vendramin-Calergi, Venier-Gabrini a Santa Maria Formosa e Zen ai Frari. Un cenno particolare meritano i dipinti monocromi del palazzo Papadopoli ai Tolentini (eseguiti dopo il 1834 e andati perduti) in cui, adottando le tendenze romantiche del periodo, raffigurò scene delle vite di Gaspara Stampa e di Veronica Franco dentro architetture neogotiche.
Restaurò la chiesa di San Luca a Venezia nel 1832.
Affrescò numerose chiese del Veneto e del Friuli tra cui la Chiesa di San Daniele (Padova), la chiesa di Saletto di Piave, la Chiesa di San Michele Arcangelo a Cervignano del Friuli, la Chiesa di Santo Stefano a Ruda, il Duomo di Ognissanti di Arzignano, la Chiesa di Santa Maria Nascente di Artegna, la Chiesa di Sant'Ulderico di Pavia di Udine, la chiesa dei SS. Biagio e Daniele di Grantorto
Affrescò inoltre la scalinata del Museo Correr di Venezia (La gloria di Nettuno), la Chiesa di San Giovanni Battista di Bessica. Nella chiesa dei S.S Pietro e Paolo di Levada (PD) è presente uno splendido affresco raffigurante l'Assunzione della Beata Vergine Maria, sostenuta in una nuvola da diversi angioletti. Al di sotto in atteggiamento adorante sono presenti San Rocco e Sant'Antonio di Padova, verso i quali la popolazione levadese ha sempre avuto una particolare devozione sin dai tempi più antichi. Questi santi sono accompagnati da angeli che reggono i loro attributi iconografici. Questa splendida opera, realizzata dal Santi nel 1855 è stata da pochi mesi restaurata e riportata agli antichi splendori come le volte della parrocchiale e gli sfarzosi stucchi ottocenteschi che lo incorniciano, opera del Segusini.
Nella chiesa di Cristo Redentore a Rovigo è esposta una "pala d'altare" di questo autore, con una rara rappresentazione di "San Giuseppe in trono col Bambino".
Nella Chiesa di San Daniele (Padova) nell'anno 1863 affrescò le volte con scene della Inventio di San Daniele ed il catino dell'abside con Santi e Virtù teologali. Contestualmente dipinse i 3 velari dell'Organo, raffiguranti Santa Cecilia e 2 angeli musicanti, a protezione delle canne dello strumento ed a compimento di tutto l'apparato decorativo della chiesa. 
Nel 1866 dipinse le tele della Via Crucis. A tal proposito narra la biografia scritta dall'Abate Vincenzo Zanetti :
"L'ultima opera ad olio che lavorò il nostro pittore fu una Via Crucis per la chiesa di S. Daniele in Padova. 
Era sugli ultimi giorni della sua vita e fosse che il cuore presago gli dicesse che quello sarebbe stato l'ultimo suo lavoro, fosse che la luce del suo ingegno vicina a spegnersi si facesse più viva, oppure, e questo credo più che tutto, la religione, non simulata ma profondamente sentita, gl'inspirasse l'anima, il suo pennello sembrava rinascere, tanta era la vita, la verità, l'espressione che trasfondeva sulla tela nel rivelare i sanguinosi e tragici fatti della passione del Cristo.
E a me che in questo tempo lo visitava, sensibilmente commosso ripeteva queste parole che non obblierò giammai; io non posso occuparmi più di tre ore di seguito di questo luttuosissimo tema, il mio cuore ne soffre assai, per cui devo interrompere il lavoro e recarmi colla tavolozza, coi pennelli a questo quadro gajo e sereno: era un trattenimento musicale rallegrato da vergini e fresche bellezze. 
Signori, quando si sente e si crede in questo modo, l'arte diventa un vero sacerdozio ed avviene di raro che esso tradisca il suo nobile indirizzo, che cada prostituita nel fango." 
Due giorni dopo aver terminato l'ultima stazione la malattia dell'autore si aggravò e morì.